# Lista de presidentes do Senegal
O presidente do Senegal é o chefe de Estado e chefe desde a independência em relação a França, em 1960. O atual titular desde 2 de abril de 2024 é Bassirou Diomaye Faye, após sua vitória no primeiro turno durante as eleições presidenciais de 24 de março de 2024.
A duração do mandato dos sucessivos presidentes evoluiu durante a história moderna do país, o mandato de cinco anos vigorou originalmente até 1993 com o estabelecimento do  mandato de sete anos. O mandato de cinco anos foi reinstaurado entre 2007 e 2012 na sequência do referendo constitucional de 2001, e depois novamente removido até ao referendo de 2016, onde foi reintroduzido e limitado a dois mandatos consecutivos.

## Sede
O Palácio da República (francês: Palais de la République) é a residência presidencial, localizada em Dakar, no distrito de Plateau. Depois de ter sido residência oficial do  Governador-Geral da África Ocidental Francesa. A construção do palácio no seu primeiro estado foi ordenada em 1902 por Gaston Doumergue, Ministro das Colônias, para albergar na capital o Governador Geral da África Ocidental Francesa que então residia em Saint-Louis. O arquiteto foi Henri Deglane.

## Presidentes do Senegal (1960-presente)
| № | Retrato | Nome                              | Mandato               | Mandato                | Partido | Eleição             |
| - | ------- | --------------------------------- | --------------------- | ---------------------- | ------- | ------------------- |
| 1 |         | Léopold Sédar Senghor (1906-2001) | 6 de setembro de 1960 | 31 de dezembro de 1980 | PSS     | 1963 1968 1973 1978 |
| 2 |         | Abdou Diouf (n.1935)              | 1 de janeiro de 1981  | 1 de abril de 2000     | PSS     | 1983 1988 1993      |
| 3 |         | Abdoulaye Wade (n.1926)           | 1 de abril de 2000    | 2 de abril de 2012     | PSD     | 2000 2007           |
| 4 |         | Macky Sall (n.1961)               | 2 de abril de 2012    | 2 de abril de 2024     | APR     | 2012 2019           |
| 5 |         | Bassirou Diomaye Faye (n.1980)    | 2 de abril de 2024    | presente               | PASTEF  | 2024                |